# Annabelle 2. – A teremtés
Az Annabelle 2. – A teremtés (eredeti cím: Annabelle: Creation) 2017-es amerikai misztikus horror, amelyet David F. Sandberg rendezett és Gary Dauberman írt. A film a 2014-ben bemutatott Annabelle előzménytörténete és egyben a Démonok között-sorozat negyedik része. A főbb szerepekben Stephanie Sigman, Talitha Bateman, Anthony LaPaglia és Miranda Otto látható, a film cselekménye pedig az eredeti Annabelle-baba történetét mutatja be.
A filmet 2017. június 19-én mutatták be a Los Angeles-i Filmfesztiválon, az Amerikai Egyesült Államokban pedig 2017. június 19-én került a mozikba.
A film 258 millió dollár bevételt hozott világszerte a készítőknek és a kritikusoktól is pozitív kritikát kapott, akik megjegyezték, hogy a történet fejlődött az első filmhez képest.

## Cselekmény
1943-ban a babakészítő Samuel Mullins és felesége, Esther elvesztette lányát egy tragikus balesetben, akit egy autó ütött el. A házaspár nem tudja feldolgozni Annabelle "Bee"  elvesztését. Lányuk szelleme egy az apja által készített babába költözik, de a szellem a sötét oldalát mutatta: egy démoni tekintet nézett rájuk a tükörből emberi formában. Samuel ezért elzárta a babát Bee szobájába egy a Biblia oldalaival kitapétázott szekrénybe, majd papokat hív akik a szobát és a házat is megáldják. 1955-ben a házaspár hírét kapta, hogy a közelben bezártak egy árvaházat, úgy gondolták, befogadják az árváikat. Egy árvalány, Janice felfedezte a lány szobáját és Annabelle-t is kiszabadítja miután kinyitja Bee szekrényét. A démon terrorizálni kezdi a ház lakóit.
A második éjszaka a démon tovább gyötri Janice-t, aki megpróbálja elhagyni a házat, ám ekkor súlyosan megsérül, miután a démon elkapja és a második emeletről lezuhan az elsőre. A következő nap Janice kerekesszékbe kényszerül, a Bee alakját öltő démon pedig birtokba veszi a testét. Janice egyik árvaházi barátnője, Linda észreveszi a viselkedésében bekövetkezett fura változást és elmeséli Samuelnek, hogy Janice két nappal korábban megtalálta Bee szobájában a babát.
Charlotte nővér beszél a megnyomorított Estherrel, aki tizenkét éve nem jött ki a szobájából, mióta a démon fél szemére megvakította. Esther elmondja az igazságot a babával kapcsolatban, Charlotte nővér pedig egyre jobban aggódik, hogy a démon további áldozatokat szed majd az árvák közül. Miután a démon meggyilkolta a Mullins-házaspárt, Charlotte nővérre támad, miközben az az árvákat menti a házból. Sikerül meggátolnia  démont, akit a megszállt Janice-szel együtt Bee szobájának szekrényébe zár. Másnap a rendőrség felkeresi a házat és megtalálja a szekrényben a babát, amit mint bizonyíték kezelnek ezt követően. Janice a szekrény hátuljában lévő lyukon át megszökik és egy Santa Monica-i árvaházba költözik, ahol az Anabelle nevet viseli, majd a Higgins-házaspár fogadja örökbe.
Tizenkét évvel később, 1967-ben Annabelle egy sátánista szertartást követően meggyilkolja az örökbefogadó házaspárt a hálószobájukban, majd ezt követően felidézésre kerül az Annabelle-film cselekménysora.

## Szereplők
| Szereplő                | Színész            | Magyar hang             |
| ----------------------- | ------------------ | ----------------------- |
| Samuel Mullins          | Anthony LaPaglia   | Csankó Zoltán           |
| Annabelle "Bee" Mullins | Samara Lee         | Dolmány-Bogdányi Korina |
| Esther Mullins          | Miranda Otto       | Györgyi Anna            |
| Victor Palmeri          | Brad Greenquist    | Rosta Sándor            |
| Linda                   | Lulu Wilson        | Gyarmati Laura          |
| Janice                  | Talitha Bateman    | Bartus Emese            |
| Charlotte nővér         | Stephanie Sigman   | Gubás Gabi              |
| Massey atya             | Mark Bramhall      | Szacsvay László         |
| Carol                   | Grace Fulton       | Tamási Nikolett         |
| Nancy                   | Philippa Coulthard | Laudon Andrea           |
| Kate                    | Tayler Buck        | Károlyi Lili            |
| Tierney                 | Lou Lou Safran     | Szűcs Anna Viola        |
| Pete Higgins            | Brian Howe         | Forgács Gábor           |
| Sharon Higgins          | Kerry O'Malley     | Kovács Nóra             |
| Mia Form                | Annabelle Wallis   | Zsigmond Tamara         |

## Bemutató
A filmet eredetileg 2017. május 19-én mutatták volna be, de ezt végül megváltoztatták, hogy elkerüljék az ütközést az Alien: Covenant bemutatójával. Végül a Los Angeles-i Filmfesztiválon debütált 2017. június 19-én.

## Fogadtatás

### Díjak, jelölések
| Év   | Díj                       | Kategória      | Jelöltek                     | Eredmény |
| ---- | ------------------------- | -------------- | ---------------------------- | -------- |
| 2017 | 18. Golden Trailer Awards | Legjobb horror | New Line Cinema Buddha Jones | Jelölve  |

### Kritikai visszhang
| Értéklelő               | Értékelés |
| ----------------------- | --------- |
| Chicago Tribune         | 88/100    |
| Boston Globe            | 88/100    |
| The Hollywood Reporter  | 80/100    |
| The Washington Post     | 75/100    |
| Los Angeles Times       | 70/100    |
| The New York Times      | 70/100    |
| Arizona Republic        | 70/100    |
| Variety                 | 70/100    |
| Entertainment Weekly    | 50/100    |
| San Francisco Chronicle | 50/100    |

## A film zenéje
2016. november 23-án Benjamin Wallfisch-t kérték fel a filmzene megkomponálására. 2017. augusztus 4-én a WaterTower Music forgalmazásában DVD-n is megjelent.